# Loggia dei Mercanti (Ancône)
La Loggia dei Mercanti est un bâtiment du XVe siècle situé à Ancône. Sa façade est l'œuvre de Georges le Dalmate.

## Description
La façade, de style gothique vénitien, est l’œuvre de l'architecte Giorgio da Sebenico qui y travailla de 1451 à 1459. Divisé en trois parties par quatre colonnes en relief qui se terminent chacune par un pinacle ; chacune contient une statue représentant les quatre vertus cardinales : de gauche à droite : l'Espérance, la Force, la Justice et la Charité.
Les deux parties latérales sont percées de larges fenêtres en verres colorés en forme d'arc ogival concave en partie basse, fermées depuis 1758 pour des raisons de statique. En partie haute, elles accueillent des fenêtres à meneaux aveugles et, en partie centrale, la statue du chevalier héraldique des armoiries d'Ancône ; sur les côtés deux plaques portent l'inscription :

« construit aux frais de la communauté d'Ancône »

— SUMPTIBUS ERECTUM COMUNITATIS ANCONAE
Les sculptures sont d'inspiration Renaissance, celle du Chevalier et celle qui représente la vertu de Charité tout particulièrement, iconographiquement proche de la classique Vénus Victorieuse.
Le bâtiment conçu par Giorgio da Sebenico n'avait à l'origine aucune fenêtre au rez-de-chaussée, ni vers la rue ni vers le port, comme son nom de loggia l'indique encore ; les fenêtres à meneaux du premier étage étaient ouvertes.

## Histoire
La construction du Palais a commencé en 1442 par l'architecte Giovanni Pace dit Sodo, dans une période très prospère, d'un point de vue économique, pour la ville ; il est situé très près du port, qui a toujours été le centre d'intenses échanges marchands indispensables à l'économie d'Ancône. Le but étant de créer un lieu destiné aux rencontres des marchands où ils pourraient librement exercer leur commerce.
À la suite de l'acte du 22 octobre 1451, le travail est donné par la municipalité d'Ancône au maître Giorgio di Matteo né à Zadar, s'engageant à terminer le travail en deux ans pour le prix de 900 ducats d'or. (La taxe qui doit être payée à la Chambre apostolique, environ un quart du total, est à prendre en compte).

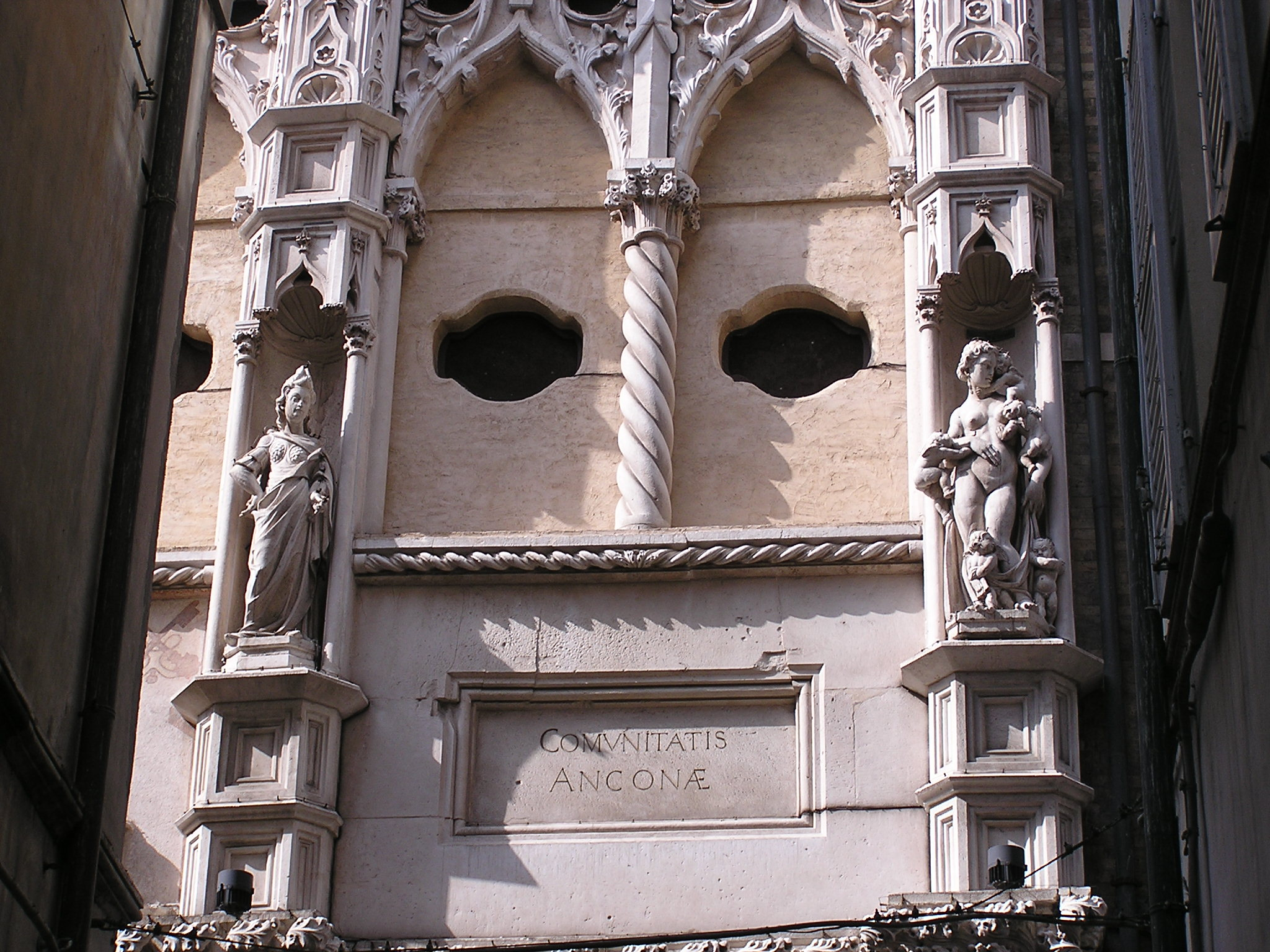
Statues de justice et de charité sur la façade de la Loggia
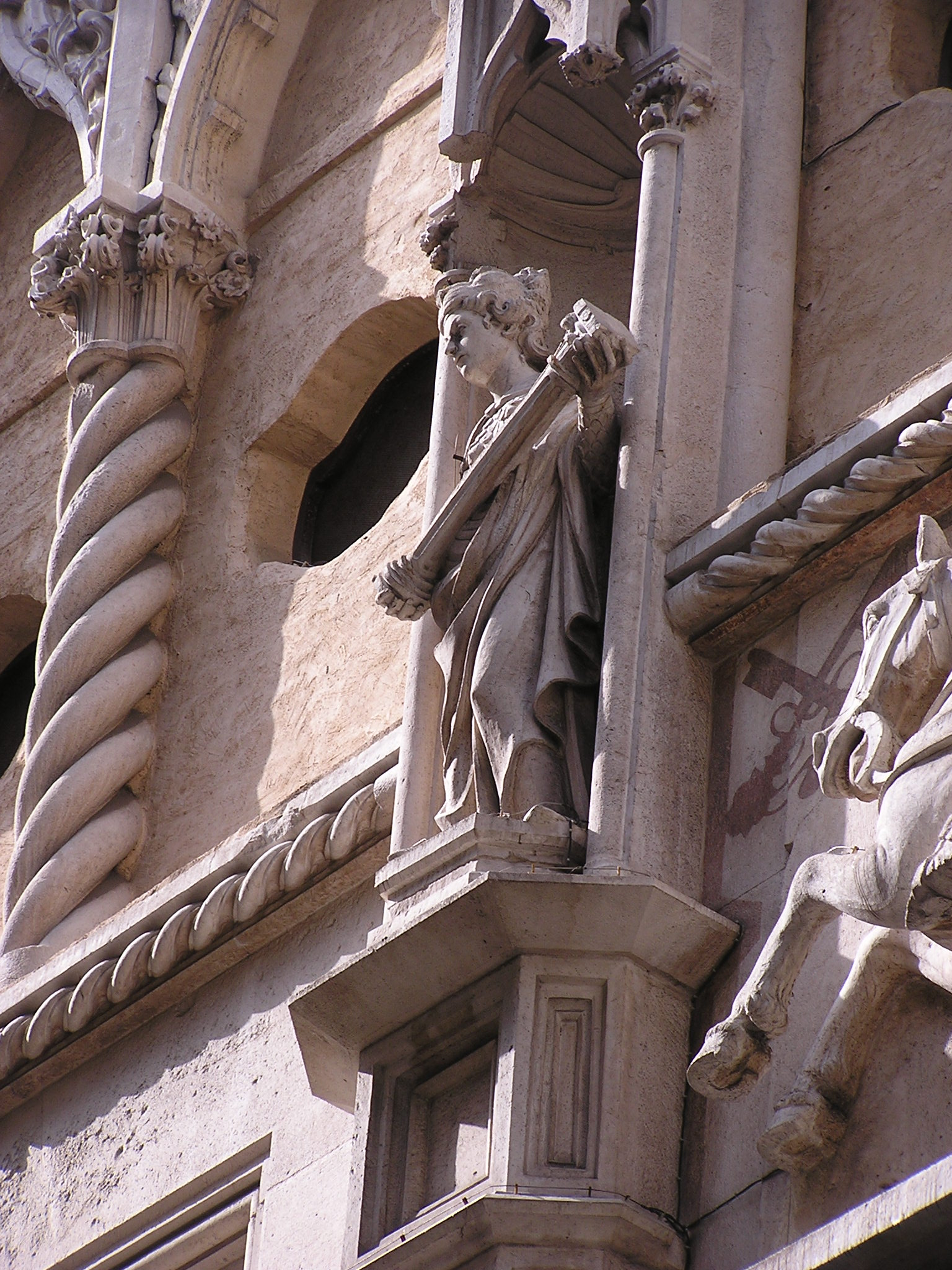
La statue de la Force sur la façade de la Lloggia
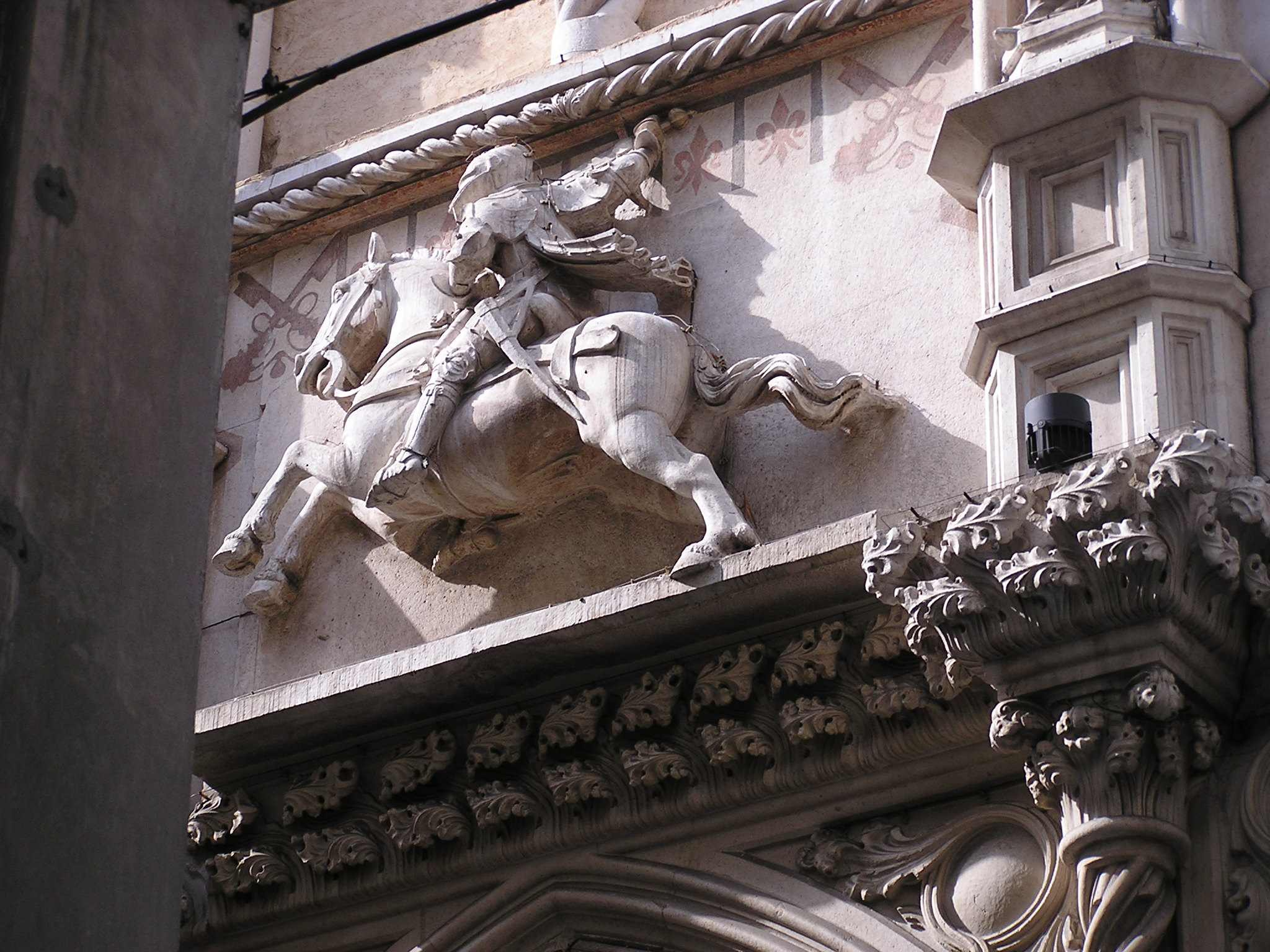
La statue des armoiries civiques vue de la Via degli Aranci, clés décussées et lambel sont visibles, apposés sur les armoiries après la fin de l'autonomie de la République d'Ancône

En 1459, le même maestro Giorgio a un crédit de 180 ducats d'or. À partir du moment où le maestro Giorgio est engagé dans la construction de trois chapelles dans le couvent de San Francesco à Zadar de 1450 à 1452, il sous-traite la Loggia au maître Andrea Alessi di Nicola da Durazzo, un excellent sculpteur, qui est allé enlever la pierre et sculpter les pièces.
Le 17 avril 1452, il y a la facture de certains chapiteaux destinés à la Loggia, de plus l'année avant qu'Alessi ne travaille aux deux colonnes torsadées qui se trouvent à l'intérieur de la Loggia. Il copie fidèlement et réalise de très bon des dessins, les transformant en de bonnes œuvres en pierre.
À l'âge de 8 ans, il part apprendre l'art dans l'atelier de Zadar du maestro Marco del fu Pietro da Troia dans les Pouilles.
En 1448, il ouvre une boutique à Split et, en 1453, est engagé à Ancône et confie l'achèvement de la chapelle de l'église de San Giovanni Evangelista à Arbe au tailleur de pierre Pietro di Barberio .
Après la perte de l'indépendance de la république d'Ancône, les clés décussées et le lambel, signe du pouvoir papal, sont peints au-dessus de la statue représentant les armoiries civiques.

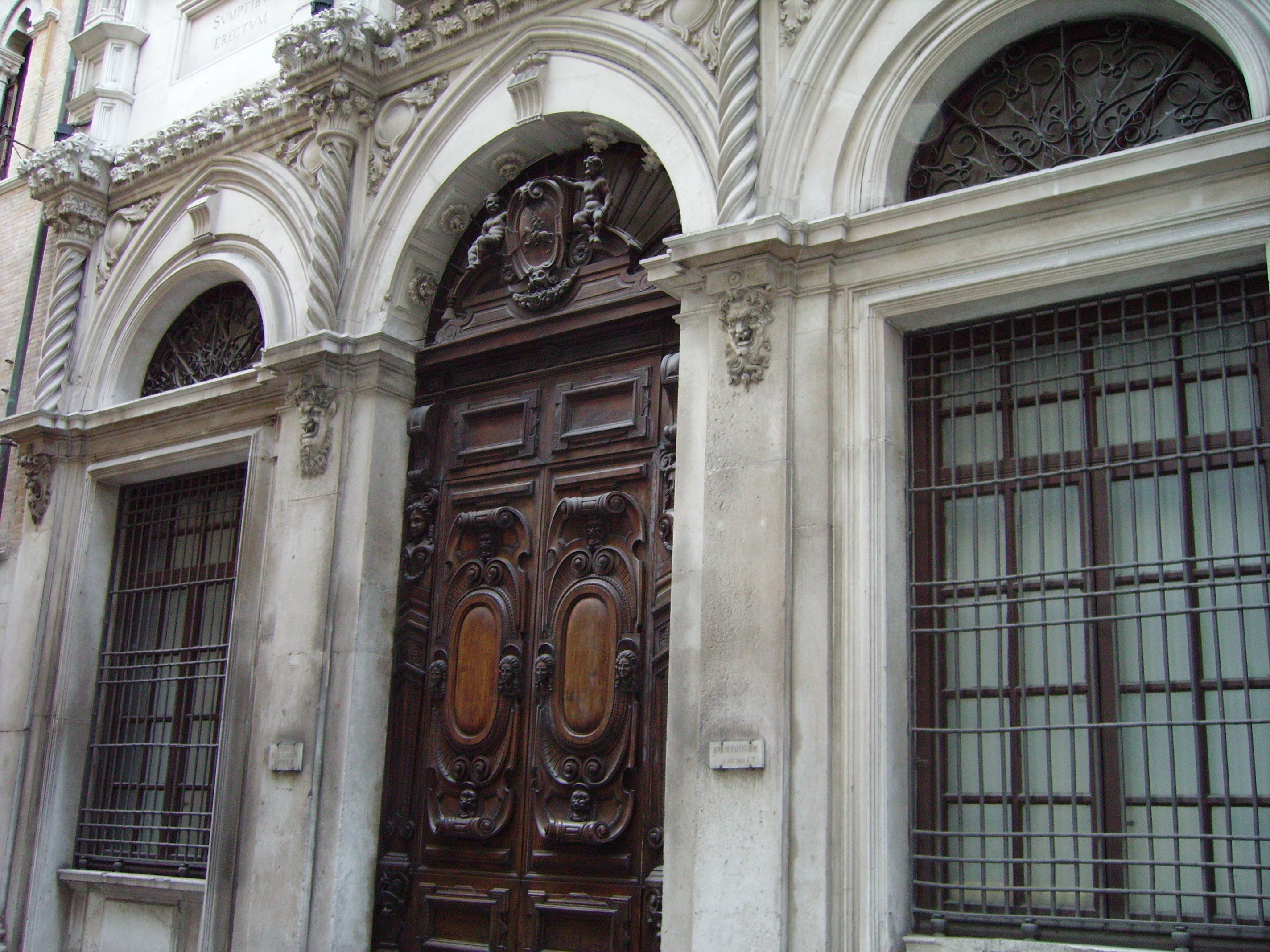
Le rez-de-chaussée, fermé par des luminaires à la fin du XVIe siècle

En 1556, un incendie survenu lors d'une représentation théâtrale du carnaval  obligea les ancônitains à la reconstruire. Est fait appel à Pellegrino Tibaldi entre 1558 et 1561 qui ferme les ouvertures du rez-de-chaussée avec des luminaires, créant trois arcs en plein cintre sous les arcs gothiques, et décoré de fresques la voûte du hall intérieur.
La refonte de la porte incendiée fut confiée en 1556  au maître en incrustation Brozzo de feu Matteo da Firenze. La terrasse surplombant la mer, connue sous le nom de balcon avec superposition, est conçue par l'architecte Girolamo di Giannetto, architecte de Francesco, maître de la sculpture du maestro Giacomo connu sous le nom de quartier del Coro da Landenaria de Ferrare.
Les interprètes de l'œuvre sont les maîtres sculpteurs de Girolamo di Michele da Carona et Marcello di Battista da Venezia, qui ont également réalisé les six boules de pierre extraites de l'île de Brač.
En 1563, la municipalité fit construire un balcon pour attacher les chevaux au maître maçon Pietro di Nicola di Battista de Sant'Angelo in Vado. Maestro Pellegrino Tebaldi a dû faire le travail à l'intérieur de la Loggia en 1558 pour un montant de 1200 écus, mais 300 sont allés au pape Paul III comme impôt pour la Chambre apostolique. L'année précédente, il était engagé dans la construction du palais Trionfi à côté du palais Benincasa.
En 1559, il dessine entre autres la façade de l'église du Santissimo Corpo di Cristo ou Sacramento, et en 1560, il rénove la corniche, les architraves et les frises du rez-de-chaussée de la Loggia .
À la fin du XVIIIe siècle, le gouvernement français qui occupait la ville a fait don de la propriété de l'édifice à la Chambre de commerce, mais cet acte n'a pas été reconnu après la restauration de la domination papale.
Ce n'est qu'avec l'annexion au royaume d'Italie que la propriété du bâtiment revint à la Chambre de commerce d'Ancône, qui l'utilisa comme siège jusqu'en 1928.
Gravement endommagée lors des bombardements qui ont frappé la ville pendant la Seconde Guerre mondiale, les restaurations internes ont récemment été achevées avec la consolidation et le nettoyage des fragments des fresques tibétaines subsistant sur la voûte.
Au début du XXIe siècle (2000-2002), le monument a fait l'objet d'une restauration, parmi les entreprises d'exécution De Feo Antonio Restauri de Rome, l'une des plus appréciées en Italie en matière de restauration du patrimoine culturel.
Désormais des conférences y sont organisées.